# Live Fast, Die Fast
Live Fast, Die Fast: Wicked Tales of Booze, Birds and Bad Language – debiutancki album studyjny brytyjskiej grupy heavymetalowej Wolfsbane wydany w 1989 roku nakładem Def American. Jej producentem był Rick Rubin.

## Lista utworów
1. „Man Hunt” - 2:54
2. „Shakin’” - 3:41
3. „Killing Machine” - 2:55
4. „Fell Out of Heaven” - 3:03
5. „Money to Burn” - 3:49
6. „Greasy” - 3:16
7. „I Like It Hot” - 3:19
8. „All or Nothing” - 2:02
9. „Tears from a Fool” - 5:11
10. „Pretty Baby” - 4:44

## Muzycy
- Blaze Bayley – wokale prowadzące
- Jason Edwards – gitara
- Jeff Hately – gitara basowa
- Steve Ellet – perkusja

## Personel techniczony
- Brent Watkinson – grafik
- Timothy Eames – logo
- Maria DeGrassi – projekt
- Stuart Watson – fotograf
- Michael Lavine – fotograf
- Greg Fulginiti – mastering
- Brian Jenkins – inżynier
- Dave Bianco – inżynier
- Gabrielle Raumberger – aranżacja graficzna